# Kulturhaus Krumpa

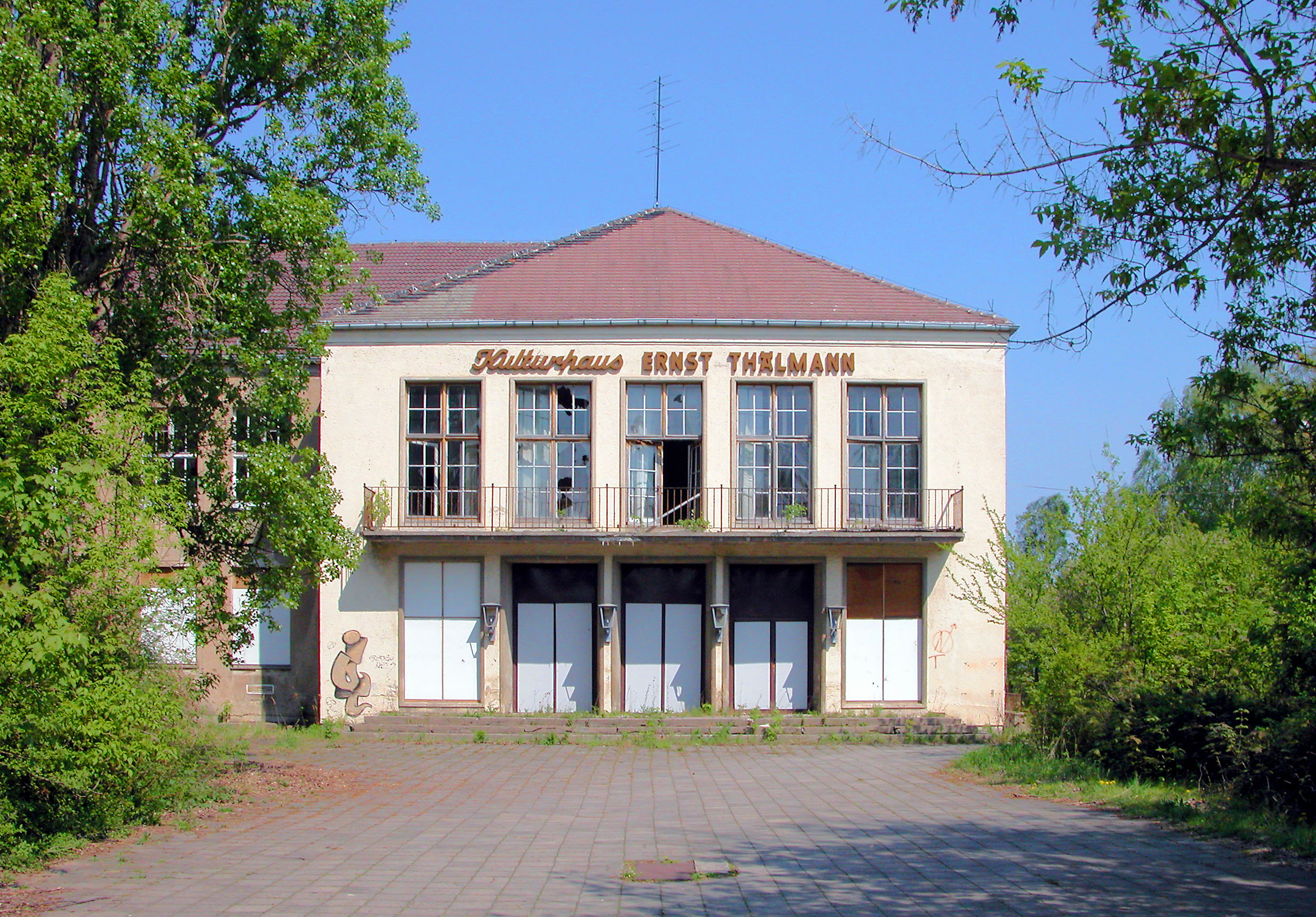
Kulturhaus Krumpa (2004)

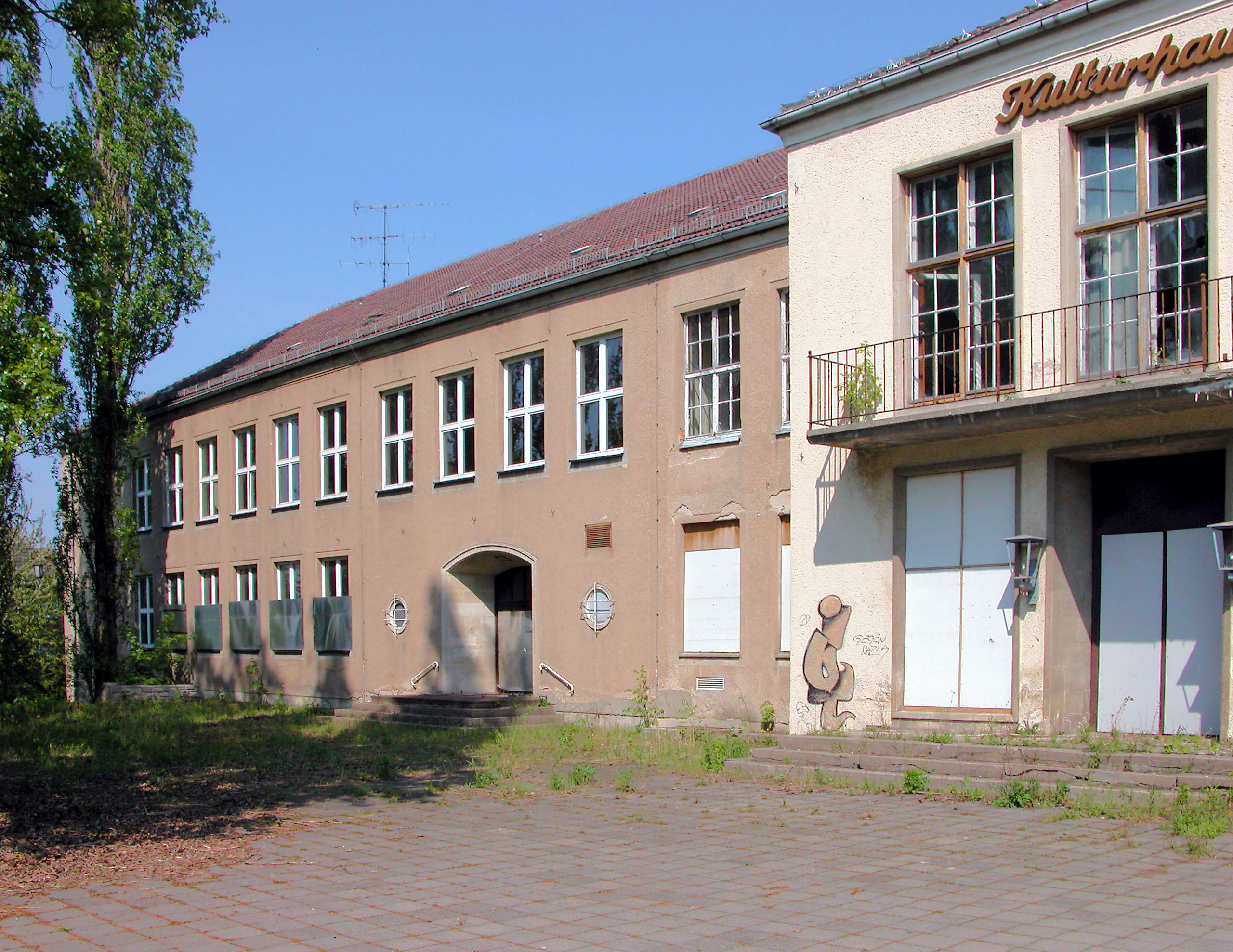
Ehemalige Berufsschule „Otto Gotsche“ (2004)

Das Kulturhaus Krumpa ist ein denkmalgeschütztes Kulturzentrum in der Stadt Braunsbedra im Saalekreis in Sachsen-Anhalt.

## Geschichte
Seit dem 19. Jahrhundert kam es zu einem starken Wachstum der Dörfer im Geiseltal und damit zu einem wachsenden Bedarf nach Freizeiteinrichtungen. Im 20. Jahrhundert siedelte sich verstärkt auch die Bergbaufolgeindustrie an. Zu dieser gehörte das Mineralölwerk Lützkendorf, das trotz Zerstörungen im Zweiten Weltkrieg und Demontage in der Nachkriegszeit schnell wieder aufgebaut wurde. Das Umfeld des Werks wurde in den frühen 1950er Jahren in der DDR durch mehrere soziale Einrichtungen wie Poliklinik oder Kindergarten sowie durch Freizeiteinrichtungen wie Schwimmhalle oder Kulturhaus aufgewertet. Das Kulturhaus wurde direkt an die 1951 erbaute Berufsschule für Petrochemie als Gebäudeflügel angebaut. Die Eröffnung fand am 27. Mai 1952 statt.
Das Kulturhaus trug den Namen Ernst Thälmann. Da der Ort Lützkendorf bald nach der Errichtung für den Tagebau devastiert wurde und das Kulturhaus ohnehin im Nachbardorf Krumpa steht, wird es bis heute zumeist Kulturhaus Krumpa genannt. Belegt ist unter anderem die Nutzung für Musikauftritte und Sportveranstaltungen. Auch wurde der große Saal für Jugendweihen, Weihnachtsfeiern, Kinovorführungen und Tanzabende genutzt. Im Keller befanden sich eine Gaststätte sowie eine Bar. Aufgrund der großen Nachfrage kam im Jahr 1971 noch das benachbarte Kasino-Gebäude hinzu, das daher als Klubhaus II bezeichnet wurde. Die Kapazitäten wuchsen damit weiter an, und man konnte Freizeitaktivitäten für etwa 1000 Menschen anbieten.
Mit dem Niedergang der Industrie nach der Wende wurde auch das Kulturhaus vernachlässigt und 1992 geschlossen. Anstelle der Berufsschule nutzte das Gymnasium Mücheln kurzzeitig das Gebäude. Bereits im frühen 21. Jahrhundert waren Spuren von Vandalismus festzustellen. Im Jahr 2019 wurde ein Verein gegründet, der das Gebäude erwarb. Dieser ermöglichte die erneute Nutzung als Veranstaltungsstätte, was zunächst durch die COVID-19-Pandemie in Sachsen-Anhalt ausgebremst wurde. Zudem wurde die Einrichtung einer Musikakademie begonnen. Diese firmiert als Ernst-Thälmann-Akademie für Pop, Produktion & Elektronische Musik (etappem) und nimmt somit wieder Bezug auf den historischen Namen des Gebäudes. Im Jahr 2022 begann die Sanierung der Außenfassade.

## Baubeschreibung
Das Bauwerk besteht aus der ehemaligen Berufsschule, die den Westflügel bildet und zeitweise nach Otto Gotsche benannt war, sowie dem eigentlichen Kulturhaus, das sich im Südflügel befindet. Die Schule ist zweigeschossig und umfasst zwölf Fensterachsen. Die Gliederung der Fassade erfolgt fast ausschließlich durch die Fensterreihen. Vor dem durch einen Flachbogen und zwei flankierende Rundfenster betonten Westeingang befindet sich eine Freitreppe. Die Hofseite ist mit einem weiteren Eingang versehen, über dem statt der ansonsten identischen Fenster ein beide Etagen umfassendes, kleinteiliges Glasfenster gestaltet wurde. Das Dach der Hofseite weist Schleppgauben auf, die jeweils mehrere Achsen überspannen.
Der Haupteingang des Kulturhauses befindet sich an der Westseite. Auch zu ihm führt eine Freitreppe hinauf, die allerdings sehr viel breiter ausgelegt ist. Zudem wird die Westfassade durch einen Balkon betont, der die ganze Breite der fünf Fensterachsen überspannt. An der Südseite befinden sich sieben schmalere Fenster, die jeweils über beide Geschosse reichen. Die Gesamtfläche von Berufsschule und Kulturhaus beträgt mehr als 4500 m², von denen der große Saal 425 m² einnimmt und je nach Veranstaltungsart bis zu 400 Menschen Platz bietet. Im Obergeschoss befindet sich zudem ein kleinerer Saal mit einer Fläche von 150 m² und etwa 100 Sitzplätzen. Trotz der Baugeschichte handelt es sich um einen „Typenbau eines Werksklubhauses der Nachkriegszeit“.
Das Kulturhaus ist als Baudenkmal im Denkmalverzeichnis mit der Erfassungsnummer 094 20381 eingetragen.